# Macken
Macken település Németországban, Rajna-vidék-Pfalz tartományban. Lakosainak száma 375 fő (2023. december 31.).

## Népesség
A település népességének változása:
| Lakosok száma | 334  | 365  | 356  | 352  | 365  | 360  | 375  |
|               | 1975 | 2014 | 2017 | 2019 | 2021 | 2022 | 2023 |